# Список объектов всемирного наследия ЮНЕСКО в Ватикане
В списке Всеми́рного насле́дия ЮНЕ́СКО в Госуда́рстве-го́роде Ватика́н значатся 2 наименования (на 2014 год), это составляет 0,2 % от общего числа (1248 на 2025 год). Оба объекта включены в список по культурным критериям, причём они признаны шедеврами человеческого гения (критерий i). Ватикан ратифицировал Конвенцию об охране всемирного культурного и природного наследия 7 октября 1982 года. Первый объект, находящийся на территории Ватикана был занесен в список в 1980 году на 4-й сессии Комитета всемирного наследия ЮНЕСКО.

## Список
В данной таблице объекты расположены в порядке их добавления в список всемирного наследия ЮНЕСКО.
| # | Изображение | Название | Местоположение                    | Время создания   | Год внесения в список | №   | Критерии           |
| - | ----------- | --- | --------------------------------- | ---------------- | --------------------- | --- | ------------------ |
| 1 |             | Исторический центр Рима и владения Ватикана, пользующиеся правами экстерриториальности, включая церковь Сан-Паоло-Фуори-ле-Мура (итал. Centro storico di Roma, le proprietà extraterritoriali della Santa Sede nella città e la Basilica di San Paolo fuori le mura Estensione del patrimonio di Roma ai beni compresi entro le mura di Urbano VIII) | Город: Рим (Совместно с Италией ) | 753 год до н. э. | 1980 год              | 91  | i, ii, iii, iv, vi |
| 2 |             | Ватикан — район Рима (итал. Città del Vaticano) | Город: Ватикан                    | VIII век         | 1984 год              | 286 | i, ii, iv, vi      |